# 江尻宏一郎
江尻 宏一郎（えじり こういちろう 1920年9月1日 - 2015年4月21日）は、日本の実業家。三井物産第6代社長。神奈川県横浜市生まれ。位階は従三位。

## 来歴・人物
父は三井物産勤務の商社マンだった。東京府立一中卒業後、柔道の力量を見込まれ第六高等学校に入学した。六高を経て、東京帝国大学法学部入学。中学時代から柔道部に所属し、六高、東大と通じてキャプテンを務めた。六高柔道部先輩に永野重雄、同部同期に亀長友義（参議院議員、農林事務次官）らがいた。同じクラスの石井多加三（国際電電社長、郵政事務次官）とは親友だった。1943年（昭和18年）9月、戦時中の折、東京帝大法学部を繰り上げ卒業し、父と同様三井物産入社。入社してからは主に物産の看板である鉄鋼畑を歩み、1972年（昭和47年）、豪州三井物産社長、1975年（昭和50年） 取締役、1977年（昭和52年） 常務、1982年（昭和57年） 専務、1983年（昭和58年） 業務本部長兼副社長就任。1985年（昭和60年） 社長に就任。
社長就任後、中学同窓のマニラ支店長が誘拐された三井物産マニラ支店長誘拐事件にも遭うが、1989年（平成元年）10月、イラン・イラク戦争以来中断し、物産の長年の懸案であったイラン・ジャパン石油化学（IJPC）事業の清算金をイラン政府に支払うことで合意し解決に導いたのを機に、1990年（平成2年） 会長に就任。筆頭副社長には同じ鉄鋼畑出身の上島重二、後任社長には熊谷直彦、相談役に八尋俊邦がそれぞれ就いた。1992年（平成4年）から1996年（平成8年）、日本貿易会会長時代には、円高差益に逆行し石油製品が値上げの動きにあることに対して石油業界・石油連盟と対立。のち誤解であったと判り謝罪したが、時限立法である特石法が1996年3月に廃止予定であり、こうした規制緩和後の輸入業者の資格選定をめぐる商社の業容拡大・商機拡大に向けての布石だったとの見方もあった。1996年（平成8年）、上島重二が社長に就任、熊谷直彦が会長に就任し、自らは相談役に。
巨人軍を応援する財界人の組織である燦燦会会長も務めた。1998年（平成10年）、勲一等瑞宝章を受章。
2015年（平成27年）4月21日午後3時49分、多臓器不全の為、東京都の病院で死去。94歳没。叙従三位。